# Mišmarot
Mišmarot (hebrejsky מִשְׁמָרוֹת, v oficiálním přepisu do angličtiny Mishmarot) je vesnice typu kibuc v Izraeli, v Haifském distriktu, v Oblastní radě Menaše.

## Geografie
Leží v nadmořské výšce 59 metrů, v hustě osídlené a zemědělsky intenzivně využívané pobřežní nížině, respektive v jejím výběžku – údolí Bik'at ha-Nadiv. Jihovýchodně odtud začíná region Vádí Ara. Východně od obce začíná vádí Nachal Mišmarot.
Obec se nachází 9 kilometrů od břehu Středozemního moře, cca 49 kilometrů severovýchodně od centra Tel Avivu, cca 35 kilometrů jižně od centra Haify a 7 kilometrů severovýchodně od města Chadera. Mišmarot obývají Židé, přičemž osídlení v tomto regionu je převážně židovské. Ovšem 5 kilometrů východně od kibucu začíná pás měst ve Vádí Ara obydlených izraelskými Araby. Mišmarot leží na severním okraji aglomerace města Pardes Chana-Karkur.
Mišmarot je na dopravní síť napojen pomocí místních komunikací v rámci aglomerace Pardes Chana-Karkur.

## Dějiny
Mišmarot byl založen v roce 1933. Zakladateli kibucu byla skupina židovských přistěhovalců z Litvy a Lotyšska. Ti nejprve provizorně sídlili v židovských osadách Binjamina a Chadera. Pak se roku 1933 usadili v nynější lokalitě.
Koncem 40. let měl Mišmarot rozlohu katastrálního území 1274 dunamů (1,274 kilometru čtverečního).
Místní ekonomika je založena na zemědělství a průmyslu. V kibucu funguje plavecký bazén.

## Demografie
Podle údajů z roku 2014 tvořili naprostou většinu obyvatel v Mišmarot Židé (včetně statistické kategorie "ostatní", která zahrnuje nearabské obyvatele židovského původu ale bez formální příslušnosti k židovskému náboženství).
Jde o menší sídlo vesnického typu s dlouhodobě stagnující populací, která po roce 2010 začala rychle narůstat. K 31. prosinci 2014 zde žilo 722 lidí. Během roku 2014 registrovaná populace stoupla o 22,0 %.
| Rok            | 1948 | 1961 | 1972 | 1983 | 1995 | 2001 | 2003 | 2004 | 2005 | 2006 | 2007 | 2008 | 2009 | 2010 | 2011 | 2012 | 2013 | 2014 |
| -------------- | ---- | ---- | ---- | ---- | ---- | ---- | ---- | ---- | ---- | ---- | ---- | ---- | ---- | ---- | ---- | ---- | ---- | ---- |
| Počet obyvatel | 375  | 274  | 206  | 278  | 275  | 266  | 249  | 253  | 262  | 258  | 269  | 276  | 303  | 299  | 355  | 434  | 592  | 722  |